# Königstein (Namibia)
Masivul Brandberg (Herero: Omukuruvaro) este cel mai înalt masiv muntos din Namibia, de acest masiv aparține muntele „Königsberg” (2573 m). Muntele este situat la vest și la o distanță de 90 km de Oceanul Atlantic. Masivul are o întindere de 760 km2. Numele de „Brandenberg” (Muntele de foc) provine de la faptul că muntele văzut din vest are o culoare intens roșiatică, cauzată de razele solare. Denumirea dată de băștinași „Omukuruwaro” înseamnă „Muntele zeilor”.
Regiunea este caracterizată printr-o climă de semideșert cu precipitații sărace de 30 – 40 mm/an. Cea mai apropiată așezare este localitatea Uis care se află la o distanță de 30 km.

## Galerie de imagini

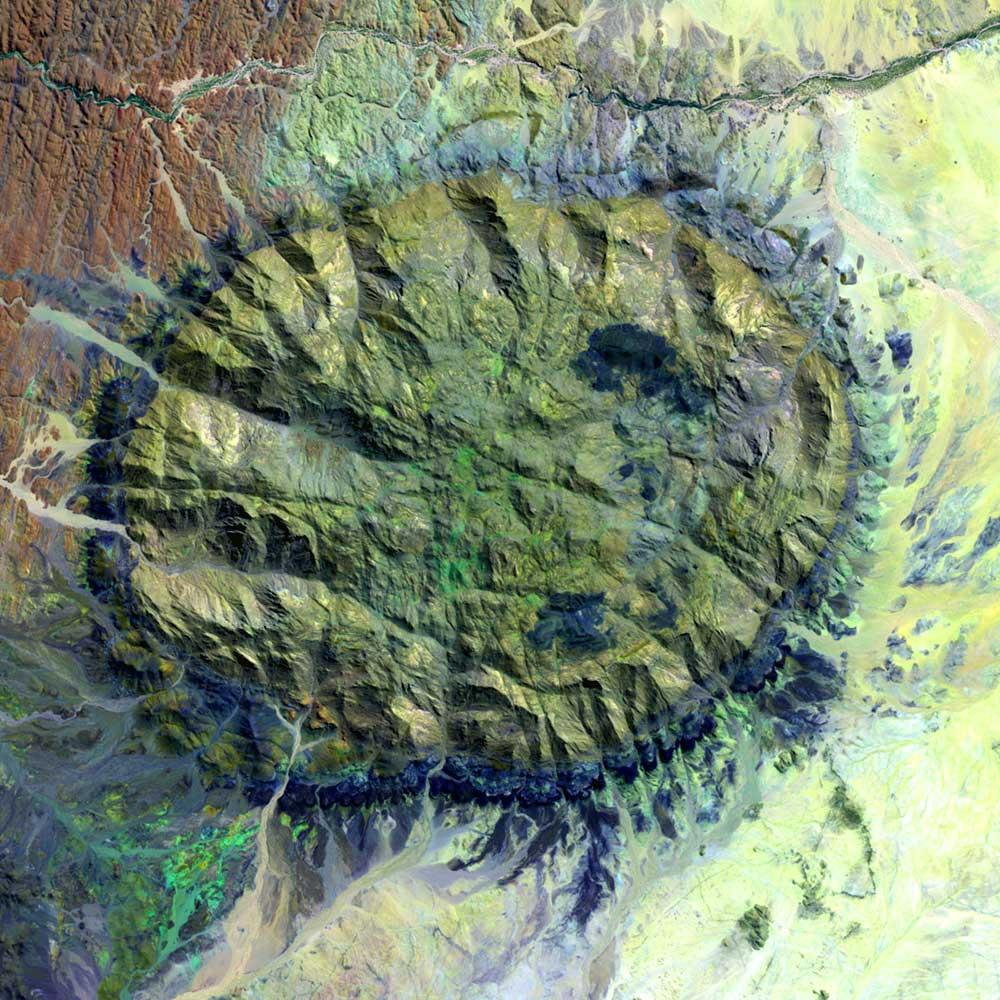
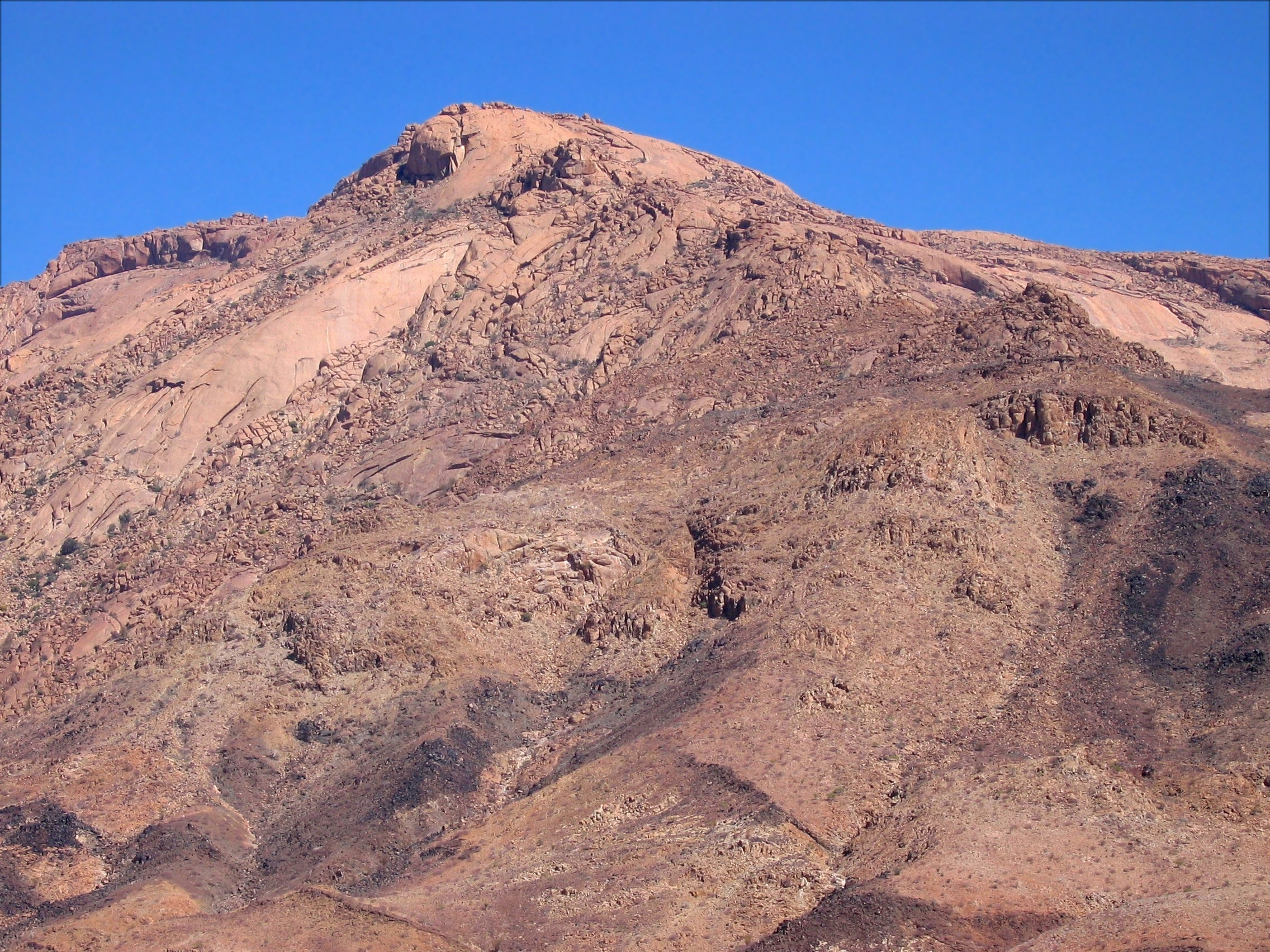
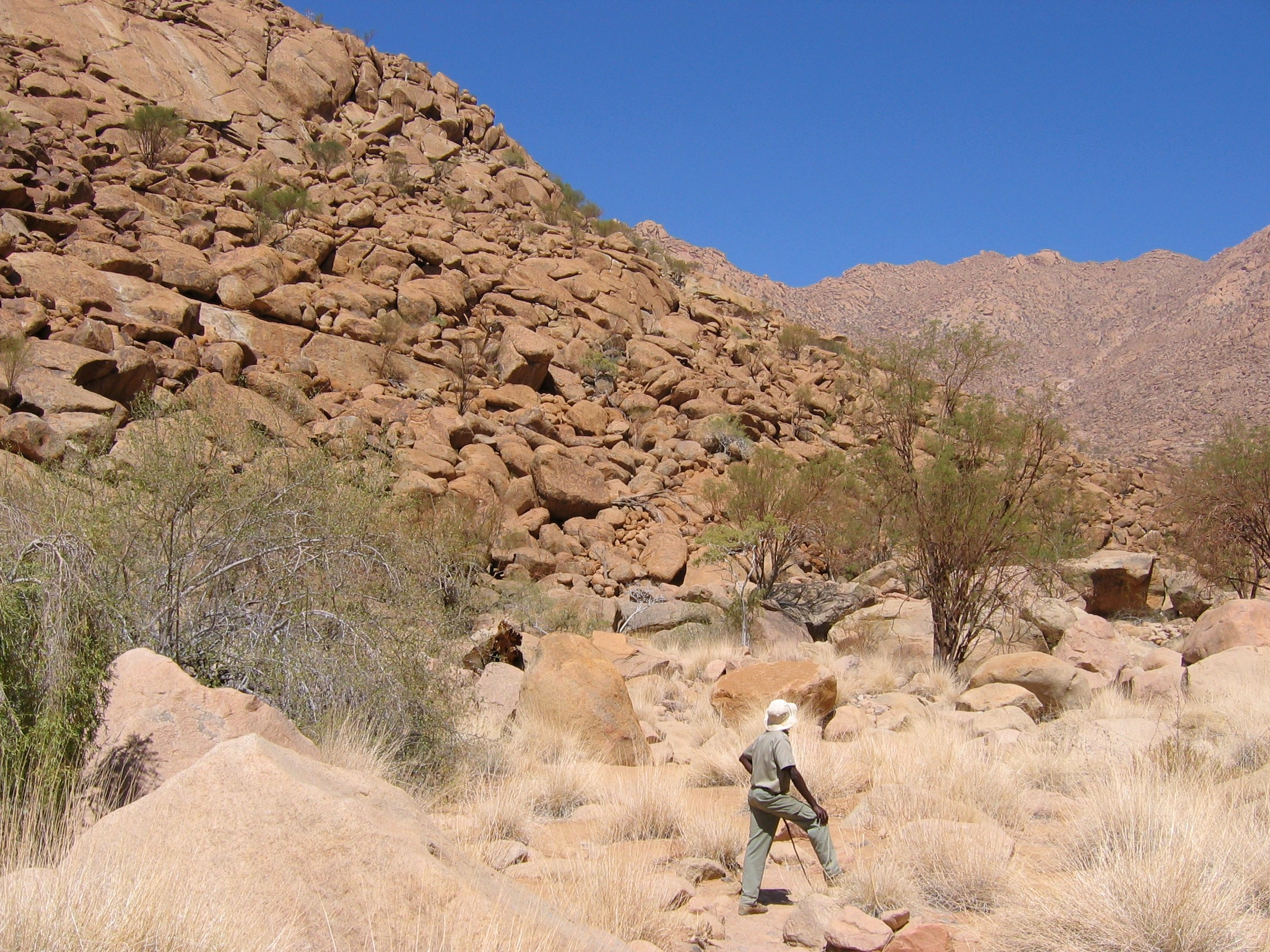
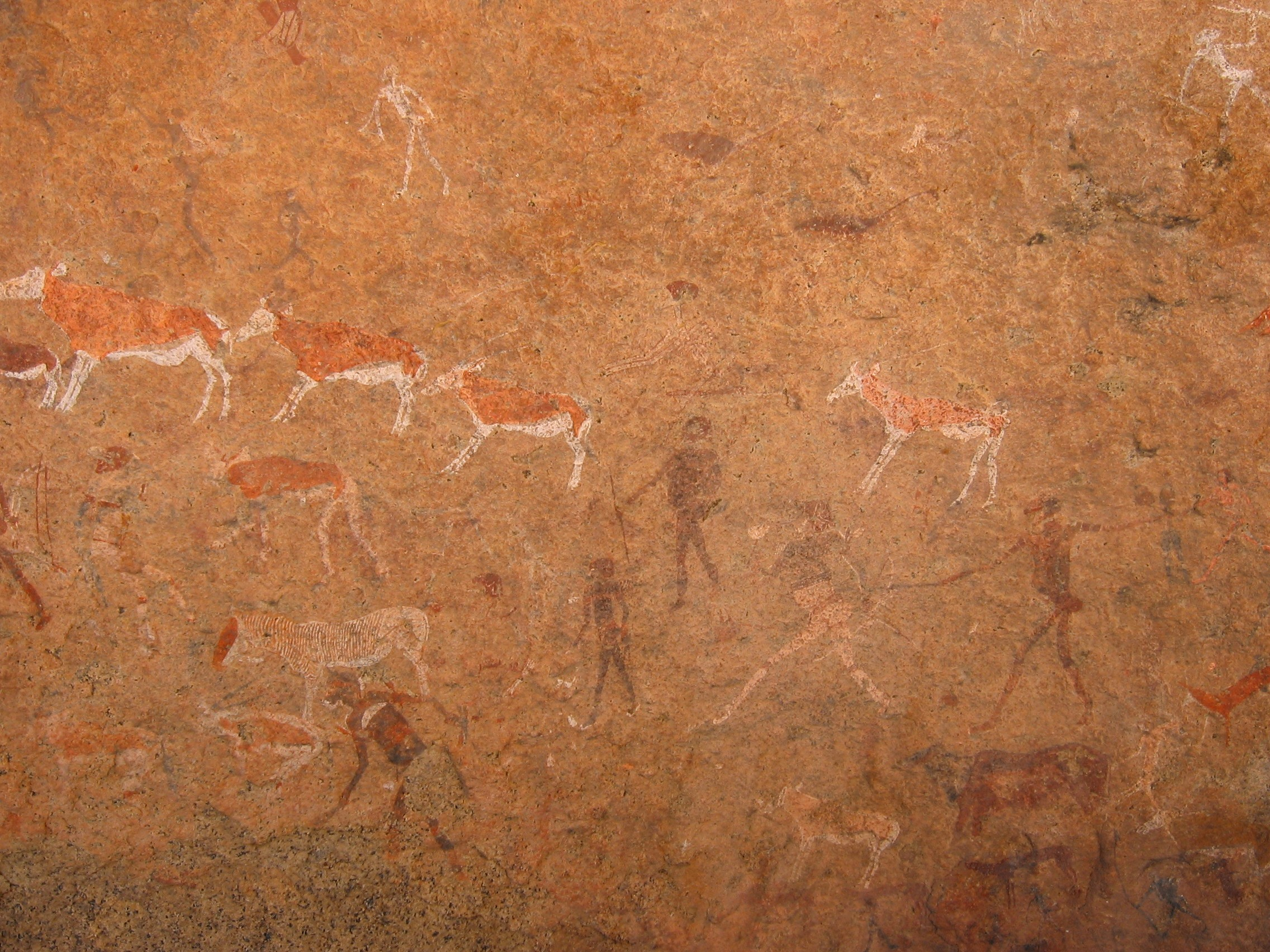